# Damaeus angustirostratus
Damaeus angustirostratus är en kvalsterart som först beskrevs av Bayartogtokh 200.  Damaeus angustirostratus ingår i släktet Damaeus och familjen Damaeidae. Inga underarter finns listade i Catalogue of Life.